# 31618 Tharakan
31618 Tharakan è un asteroide della fascia principale. Scoperto nel 1999, presenta un'orbita caratterizzata da un semiasse maggiore pari a 2,2539766 UA e da un'eccentricità di 0,0607015, inclinata di 7,16100° rispetto all'eclittica.